# Ачимово
Ачи́мово (рос. Ачимово) — село у складі Вікуловського району Тюменської області, Росія.
Населення — 134 особи (2010, 221 у 2002).
Національний склад станом на 2002 рік:
- росіяни — 98 %